# Tisha Venturini
Tisha Venturini, född den 3 mars 1973 i Modesto, Kalifornien, är en amerikansk fotbollsspelare. Vid fotbollsturneringen under OS 1996 i Atlanta deltog hon i det amerikanska lag som tog guld.